# Rudolf Pernický
Rudolf Pernický (* 1. Juli 1915 in Krhová; † 21. Dezember 2005 in Prag) war ein tschechoslowakischer Fremdenlegionär, Widerstandskämpfer gegen die deutsche Besatzungsmacht und die Machtübernahme der Kommunisten, Opfer eines Schauprozesses und Generalmajor i. R.

## Leben
Der Sohn eines Lehrers besuchte von 1926 bis 1934 das Realgymnasium in Valašské Meziříčí. Anschließend begann er am 15. Juli 1934 seinen freiwilligen Militärdienst bei Artillerieregiment 107 in Olomouc und wurde 1938 zum Artillerieregiment 108 nach Hranice na Moravě versetzt, wo er die Militärakademie besuchte.
Nach der Besetzung der Tschechoslowakei begab sich der Leutnant am 23. Juni 1939 über Großkunzendorf in das damals polnisch besetzte Szumbark (Šumbark) und nach Krakau, wo er Kontakt zur Sokol-Organisation aufnahm und sich für einen fünfjährigen Dienst in der Fremdenlegion verpflichtete. Vom tschechoslowakischen Militärlager Bronowice Małe bei Krakau wurde Pernický zusammen mit 800 weiteren tschechoslowakischen Legionären über Gdynia am 1. August 1939 nach Boulogne-sur-Mer an den Ärmelkanal verschickt. Über Marseille und Oran kam Pernický in den Ausbildungsstützpunkt der Legion im algerischen Sidi bel Abbès, wo er zum Sergeanten des 1. Regiments der Fremdenlegion ernannt wurde. Wenig später wurde er zum 4. Zuaven-Infanterieregiment in Tunis versetzt.
Nach dem Ausbruch des Zweiten Weltkrieges erfolgte im Oktober 1939 die Herauslösung der Tschechoslowaken aus der Legion mit dem Ziel der Gründung einer selbständigen tschechoslowakischen Armee. In Agde diente Pernický als Leutnant des 1. und später des 2. Infanterieregimentes und wurde 1940 zum neu gebildeten Artillerieregiment nach La Nouvelle bei Marseille versetzt. Pernický wurde ab Mai 1940 als Nachrichtendienstoffizier der 1. Abteilung des Artillerieregimentes an die Front versetzt. Nach dem erfolgreichen Westfeldzuges der deutschen Wehrmacht floh Pernický im Juni 1940 mit den Resten seiner Einheit von Sète aus mit dem Kohlenschiff Northmoor über Gibraltar nach England. Über Cholmondeley kam er nach Moreton Hall, wo er tschechoslowakische Artillerieeinheiten  zusammenstellte und für eine Gegeninvasion vorbereitete.
Pernický meldete sich im Januar 1942 freiwillig für einen Einsatz in seinem okkupierten Heimatland und absolvierte darauf von Februar bis März in Schottland eine Grundausbildung an einer Special Training School und in Manchester und wurde am 5. Mai 1942 in die Zweite Abteilung des Verteidigungsministeriums der Exilregierung in London berufen, wo er Untergrundkämpfer für einen Einsatz in der besetzten Tschechoslowakei vorbereitete und schulte, die von  Bari und Brindisi aus im Rahmen der Aktion Tungsten ausgestattet und als Fallschirmspringer in Land gebracht werden sollten. Im September 1944 erfolgte Pernickýs Abordnung nach Italien für einen Einsatz im Protektorat Böhmen und Mähren. Der erste Versuch eines Absprungs am 4. Oktober 1944 schlug fehl, da der Flieger den vorgesehenen Absprungort nicht erreichte und am 21. Dezember 1944 erfolgte ein weiterer, wobei der polnische Pilot des Flugzeuges Halifax den vorgesehenen Absprungsort falsch berechnete und Pernický zusammen mit seinem Begleiter Leopold Musil anstelle bei Hlinsko v Čechách in Libenice nordwestlich von Kutná Hora absetzte. Dadurch waren Pernický und Musil gezwungen, einen zusätzlichen gefährlichen Fußmarsch über 80 Kilometer zurückzulegen, um ihren Kontaktmann Cyril Musil in Studnice zu erreichen und zur Untergrundgruppe Calcium in der Böhmisch-Mährischen Höhe zu gelangen. Am 29. Dezember 1944 erreichten beide mit Erfrierungen ihr Ziel, wo sie sich als Unterabteilung R-3 a der Gruppe Calcium anschlossen. Ihre Aufgabe bestand in der Verbindungsaufnahme zur Landeoperation Platinum einschließlich der Ersatzbeschaffung der beim Absprung dieser Gruppe verloren gegangenen operativen Materialien sowie ebenso der Kontaktaufnahme zur Operation Bauxite von Kapitän Pavel Hromka. Eine vorgesehene Absetzung einer britischen Kontaktgruppe kam nicht zustande, da das Flugzeug die Absprunghöhe nicht erreichte. Zum Kriegsende organisierte die Gruppe im Bezirk Nové Město na Moravě Aktionen gegen einzelne deutsche Truppenteile auf deren Rückzug und verteidigte bei Polička Höfe gegen Plünderungen deutscher Deserteure. Pernický oblag dabei auch die Koordination der Aktionen mit dem Vormarsch der Roten Armee.
Pernický, der im Juni 1945 seine Beförderung zum Stabskapitän erhalten hatte, wurde in die 2. Abteilung des Hauptstabes berufen, wo er für Bildungsangelegenheiten zuständig wurde. Am 1. August 1945 wurde er zum Major befördert. Im selben Jahr nahm er ein Studium an der Militärhochschule auf und wurde nach dessen Beendigung im Jahre 1948 zum Leiter der operativen Abteilung der 14. Infanteriedivision in Mladá Boleslav ernannt. Im Jahre 1947 heiratete Pernický und am 15. Mai 1949 wurde sein Sohn geboren.
Nach der Machtübernahme durch die Kommunisten wurde Pernický, der aus seiner antikommunistischen Einstellung kein Hehl machte, am 1. November 1948 verhaftet und in einem Schauprozess in Prag zu einer Zuchthausstrafe von 20 Jahren sowie dem Entzug seiner militärischen Ränge und Titel, Verlust aller Auszeichnungen und einer 10-jährigen Aberkennung der Bürgerrechte verurteilt. Am 11. Mai 1960 wurde er im Zuge einer Amnestie aus der Haft entlassen, nachdem er zuvor über acht Jahre als Hauer in den Uranbergwerken von Horní Slavkov, Jáchymov und Příbram gearbeitet hatte. Nach seiner Freilassung arbeitete Pernický, dem nur Tätigkeiten als Handarbeiter gestattet wurden, in der Ziegelei in Libčice nad Vltavou, danach war er Lagerist in einer Prager Drogerie.

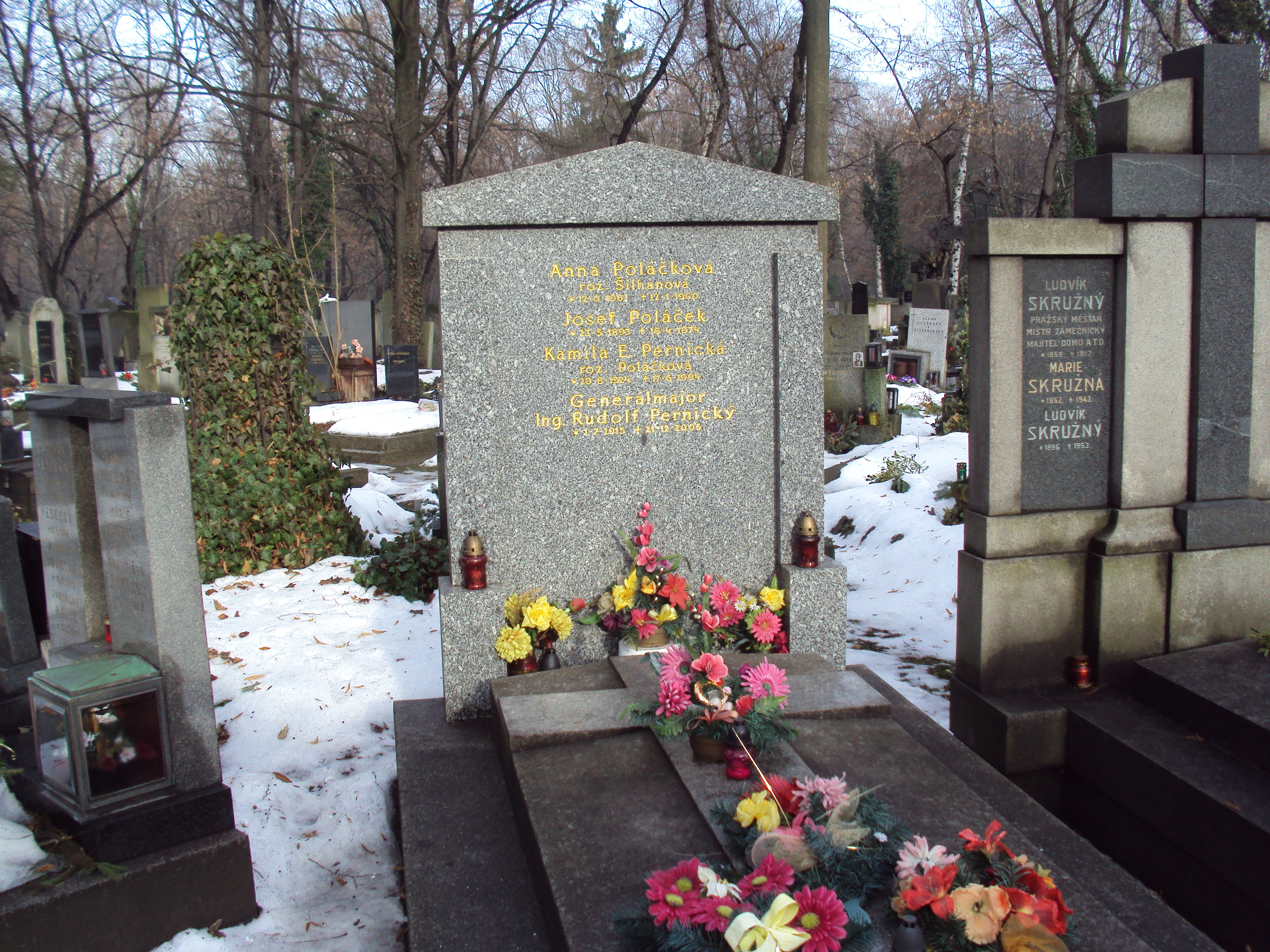
Pernickýs Grab

Nachdem Pernický im Oktober 1968 bei der Zentralen Rehabilitationsstelle der ČSPB seine Rehabilitierung beantragt hatte, erhielt er bis zur Auflösung dieser Stelle im Jahre 1970 nur seine Versetzung in den Ruhestand. 1975 wurde Pernický als Soldat aus der Armee verabschiedet. Erst nach der samtenen Revolution wurde Pernický 1990 juristisch und militärisch rehabilitiert. Zum 1. Januar 1991 wurde er auf Grund seiner außerordentlichen Verdienste bei der Befreiung der Tschechoslowakei zum Generalmajor i. R. befördert und ihm für seinen Abschluss der Militärhochschule der Titel Ingenieur zuerkannt. Pernický war im Jahre 1990 Mitbegründer der Vereinigung der politischen Häftlinge in der Tschechoslowakei und bis 1992 deren Vorsitzender. 1991 wurde ihm der Milan-Rastislav--Štefánik-Orden verliehen und seit 1995 ist er Ehrenbürger der Stadt Nové Město na Moravě. Am 28. Oktober 2005 wurde Pernický durch Václav Havel mit dem Orden des Weißen Löwen geehrt.